# Spyridōn Gianniōtīs
Spyridōn Gianniōtīs, detto Spyros (in greco Σπυρίδων Γιαννιώτης?; Liverpool, 19 febbraio 1980), è un ex nuotatore greco, specializzato nelle gare di fondo.

## Carriera
Ha rappresentato la sua nazione a cinque edizioni dei Giochi olimpici, a partire da Sydney 2000, sfiorando il podio a Londra 2012 e vincendo la medaglia d'argento a Rio de Janeiro 2016.

## Palmarès
- Giochi olimpici

Rio de Janeiro 2016: argento nei 10 km.
- Mondiali di nuoto

Melbourne 2007: bronzo nei 5 km.
Roma 2009: argento nei 5 km.
Shanghai 2011: oro nella 10 km e argento nella 5 km.
Barcellona 2013: oro nella 10 km e argento nella gara a squadre.
Kazan 2015: bronzo nella 10 km.
- Europei di nuoto

Berlino 2002: bronzo nella 4x200m sl.
Budapest 2010: oro nella 5 km a squadre e bronzo nei 5 km individuali.
Berlino 2014: argento nella 5 km a squadre.
- Giochi del Mediterraneo

Tunisi 2001: oro nei 1500m sl e nella 4x200m sl e argento nei 400m sl.
Almería 2005: argento nei 400m sl e nei 1500m sl e bronzo negli 800m sl.
- Vincitore della Coppa del Mondo di nuoto di fondo nel 2012.

## Riconoscimenti
- Open Water Swimmer of the Year: 2011